# Andrew Stanton
Andrew Stanton (ur. 3 grudnia 1965) – amerykański reżyser, producent, scenarzysta, aktor dubbingowy, jeden z najważniejszych pracowników wytwórni Pixar Animation Studios. Wyreżyserował filmy Gdzie jest Nemo? i WALL·E (oba zdobyły Oscary dla najlepszego filmu animowanego roku), a także Dawno temu w trawie i John Carter.

## Filmografia

### Reżyser
- Dawno temu w trawie (1998)
- Gdzie jest Nemo? (2003)
- WALL·E (2008)
- John Carter (2012)
- Gdzie jest Dory? (2016)

### Scenarzysta
- Toy Story (1995)
- Dawno temu w trawie (1998)
- Toy Story 2 (1999)
- Gdzie jest Nemo? (2003)
- WALL·E (2008)
- Toy Story 3 (2010)
- John Carter (2012)

## Nagrody
- Nagroda Akademii Filmowej
  - 2003: najlepszy film animowany – Gdzie jest Nemo?
  - 2008: najlepszy film animowany – WALL·E
- Złoty Glob 2008: najlepszy film animowany – WALL·E
- Nagroda BAFTA 2008: najlepszy film animowany – WALL·E